# Ignatievo, Varna
Ignatievo (în bulgară Игнатиево) este un sat în comuna Aksakovo, regiunea Varna,  Bulgaria. 

## Demografie
Componența etnică a satului Ignatievo
     Romi (11,3%)
     Turci (1,91%)
     Nicio identificare (16,18%)
     Bulgari (51,69%)
     Altele (18,89%)
La recensământul din 2011, populația satului Ignatievo era de 3.979 locuitori. Din punct de vedere etnic, majoritatea locuitorilor (51,69%) erau bulgari, existând și minorități de romi (11,3%) și turci (1,91%). Pentru 16,18% din locuitori nu este cunoscută apartenența etnică.